# アナトリー・チュバイス

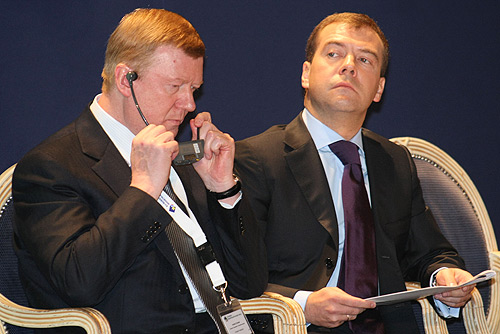
アナトリー・チュバイス（左）とドミートリー・メドヴェージェフ大統領

アナトリー・ボリソヴィチ・チュバイス（ロシア語: Анато́лий Бори́сович Чуба́йс、ベラルーシ語: Анатоль Барысавіч Чубайс、ラテン文字転写の例：Anatoly Borisovich Chubais、1955年6月16日 - ）は、ロシア連邦の政治家、企業家。元ロシアナノテクノロジー社（ロスナノテク）社長。ベラルーシ人。ボリス・エリツィン政権にて大統領府長官、第一副首相兼財務大臣を歴任した。民営化政策を推進し、エリツィン政権後期にはボリス・ベレゾフスキー、ロマン・アブラモビッチらと共にロシア連邦の政財界に強大な影響力を及ぼした。エリツィン政権末期からプーチン時代にかけては政権内からは離れるものの、新興財閥（オリガルヒ）「統一エネルギーシステム（UES）」会長として一定の地歩を占めた。

## 経歴・概要
1955年6月16日、白ロシア・ソビエト社会主義共和国（現在のベラルーシ）に誕生する。父親は軍人、母方はユダヤ系。
1977年にレニングラード技術経済大学を卒業。
1980年にソ連共産党へ入党。
1990年からレニングラード市執行委員会副議長、第一副議長、サンクトペテルブルク市長首席顧問を歴任。
1992年6月にロシア連邦政府、民営化担当副首相に就任。エゴール・ガイダル首相代行と共に急進的な市場経済改革を実施した。
しかし、ガイダル、チュバイスたちが実施した経済改革は、脆弱なロシア経済にハイパーインフレーションをもたらした。更に、チュバイスは民営化を実施するにあたり、国営企業の経営者をそのまま、民営化した企業の経営者＝所有者にした。これによって例えば国営石油会社の社長は、一夜にして民営化された石油会社の社長となった。チュバイスの民営化は、大変不平等な結果をもたらし、後に政界を操るようになるオリガルヒと呼ばれる新興財閥と寡頭資本家が生まれ、ロシア社会には貧富の差が増大した。
1994年11月より有価証券委員会担当第一副首相。1996年1月に解任。
1996年ロシア連邦大統領選挙において、チュバイスはエリツィン陣営の選挙対策本部の責任者に就任し、ベレゾフスキーや他の新興財閥と協力し、エリツィンを再選に導く。エリツィン再選の功労により、7月より大統領府長官に就任しエリツィン政権の「摂政」の異名をとる。1997年3月解任。第一副首相兼蔵相に就任。1997年11月解任。その後、UES会長に就任。
チュバイスは1998年8月、ガイダルと共に、セルゲイ・キリエンコ首相にルーブルの切り下げを迫った。首相はその勧告に従ったが、これが引き金となりロシア金融危機が発生した。
1999年12月に実施された下院選挙では、右派勢力をまとめ上げ右派連合を組織。同党は比例区で4位につけた。
このように、エリツィン政権時代にエリツィン大統領の家族を中心とする側近グループ（セミヤー）の一員として、ロシアの政財界に強い影響力を誇ったチュバイスだが、プーチン大統領が就任し、状況は一変する。プーチンと「シロヴィキ」の新興財閥抑圧策により他の新興財閥同様、政治的影響力が衰えたと観測される。その一方でプーチンを強権政治と批判を強め、チュバイスは2008年ロシア連邦大統領選挙に立候補を予定していたミハイル・カシヤノフ前首相を支持する可能性を示唆した。
2005年3月17日にモスクワ近郊でチュバイスが乗った車が銃撃された。捜査当局は、暗殺未遂事件と見ている。チュバイスは「国内エネルギー業界の改革と民主勢力の統一をあくまで続行する」「誰がやったかは分かっている」と声明を出した。
2005年5月に発生した大停電に関し、プーチン大統領は同社の経営方法・経営陣に欠陥があることにより発生したと非難した。
他の新興財閥が投獄・訴追・懐柔によって政界への影響力を失っていく中、唯一反プーチン路線を声高に叫んでいる新興財閥の長である。
2020年、ロシアナノテクノロジーの社長を退き気候問題の大統領特使に就任。
2022年3月23日に辞任したが、ロシアのウクライナ侵攻への抗議が理由であるとされ、ロシアを去ったとも報道された。
同年4月末、システマの取締役を辞任。トルコに滞在した後、妻とイスラエルに向かったことが報じられた。
同年8月1日、ロシアのテレビ司会者クセニア・ソブチャクのTelegramでギラン・バレー症候群と診断されてヨーロッパの病院に入院したことが公表された。突然、手足の痺れにおそわれ、集中治療室に搬送されたという。防護服を着た専門家がチュバイスが体調を崩した部屋を調べており、これまでプーチン大統領に敵対した人物の毒殺・毒殺未遂が繰り返されていたため、警察が捜査していたと報じられていた。同月6日、チュバイスは退院。7月末はサルデーニャ島に滞在しており、入院先のマーテルオルビア病院の医師は「毒物学的検査の結果はまだ出ていないが、神経疾患であり、毒物の中毒ではない」と確信しているとしている。退院後、チュバイスはリハビリのためフランクフルトに向かった。